# 본부근무대
본부근무대 혹은 본부대는 대한민국 국군에서 기술행정부대로 분류되는 본부부대로, 최소 중대부터 군단까지 본부를 지원하기 위해 편성되는 직할부대이다. 사령부급 부대의 본부근무대는 근무지원단이 편제된다.

## 개요
참모 부서의 행정병, 경비소대, 군악대 등으로 이루어진다.